# Michael Fiedrowicz
Michael Fiedrowicz (ur. 1957) – niemiecki teolog, profesor starożytnej historii Kościoła, patrologii i chrześcijańskiej archeologii na Wydziale Teologii uniwersytetu w Trewirze.

## Wybrane publikacje
- Teologia ojców Kościoła. Podstawy wczesnochrześcijańskiej refleksji nad wiarą, Wydawnictwo Uniwersytetu Jagiellońskiego, Kraków 2009. ISBN 978-83-233-2774-5.